# Härjångsfjällen
Härjångsfjällen (sydsamiska: Giebnieh) är ett fjällmassiv i Åre kommun i sydvästra Jämtlands fjällvärld. Fjället är beläget i väglöst land precis norr om landskapsgränsen mellan Härjedalen och Jämtland cirka 9 kilometer norr om Ljungris i Ljungdalen och strax öster om Gåsenstugorna. Den högsta toppen kallas Härjångsstöten (sydsamiska: Giebnientjahke) och ligger 1626 meter högt vilket gör berget till det tredje högsta fjällmassivet i området efter Helags och Sylarna. Berget har en karaktäristisk profil med flera toppar som höjer sig markant över den omgivande högplatån. Mellan Härjångsfjällen och Helags finns Ljungans källa.

## Bilder

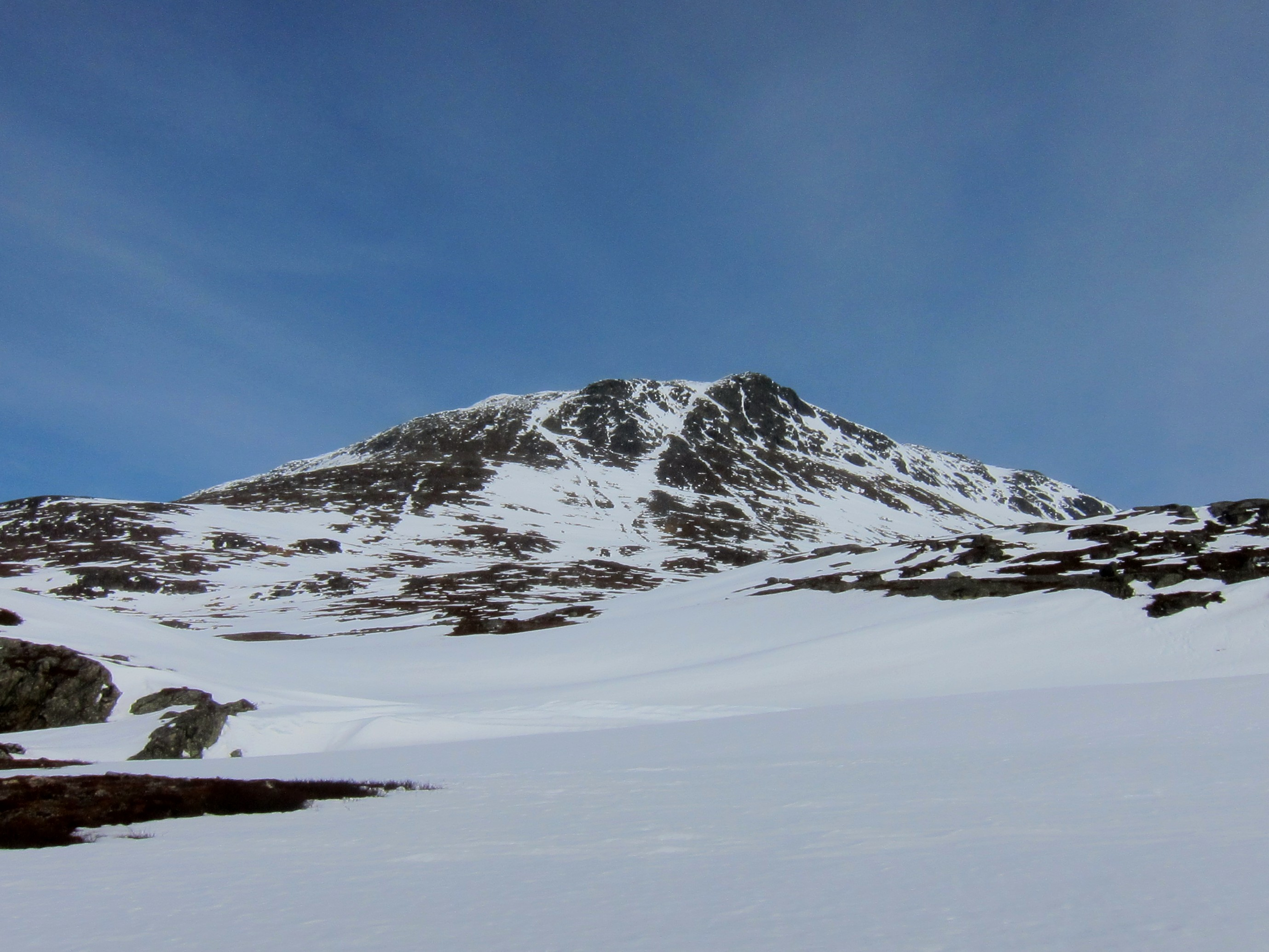
Härjångsfjällen under vårvintern 2014.
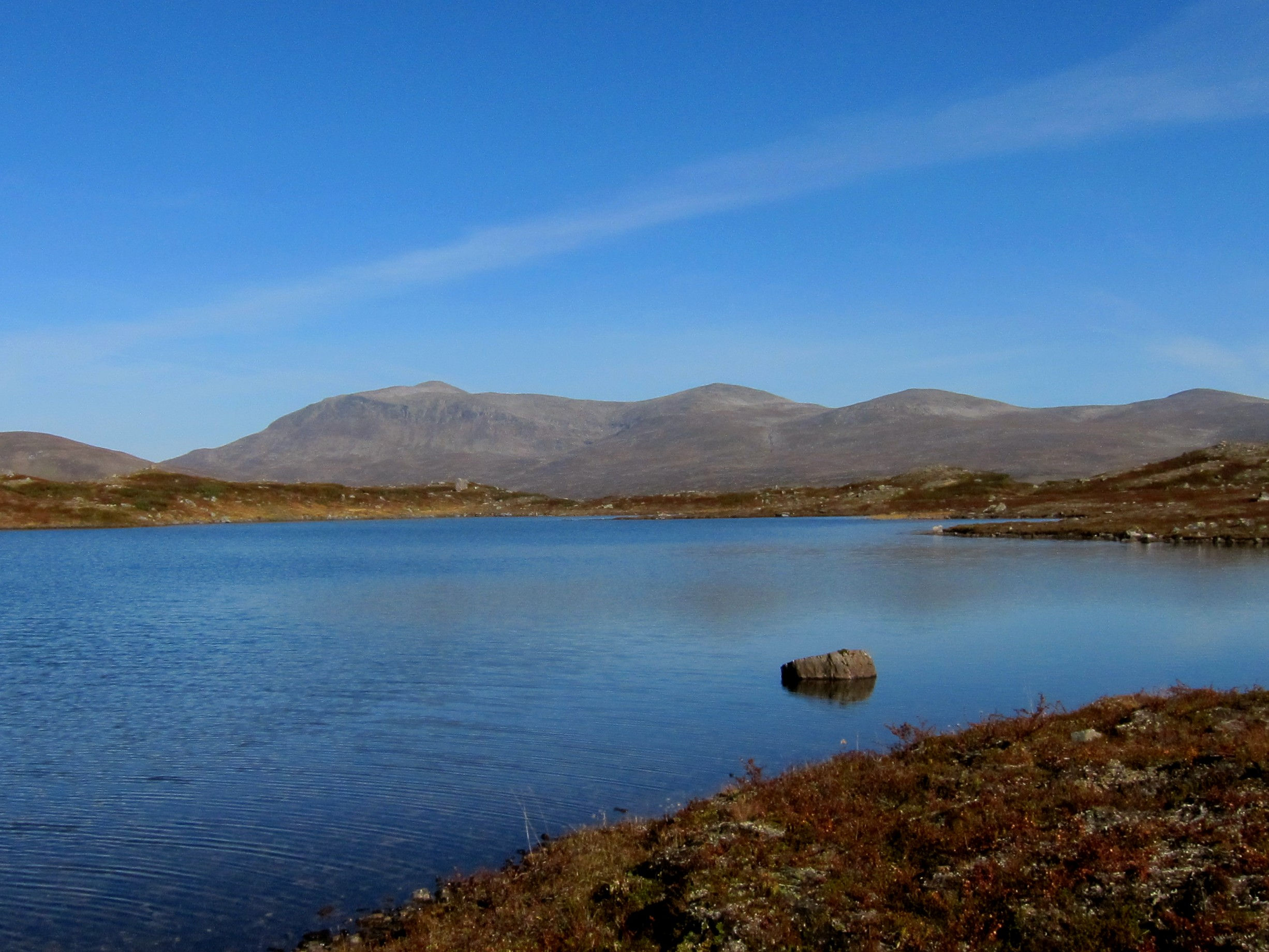
Härjångsfjällen under hösten 2014
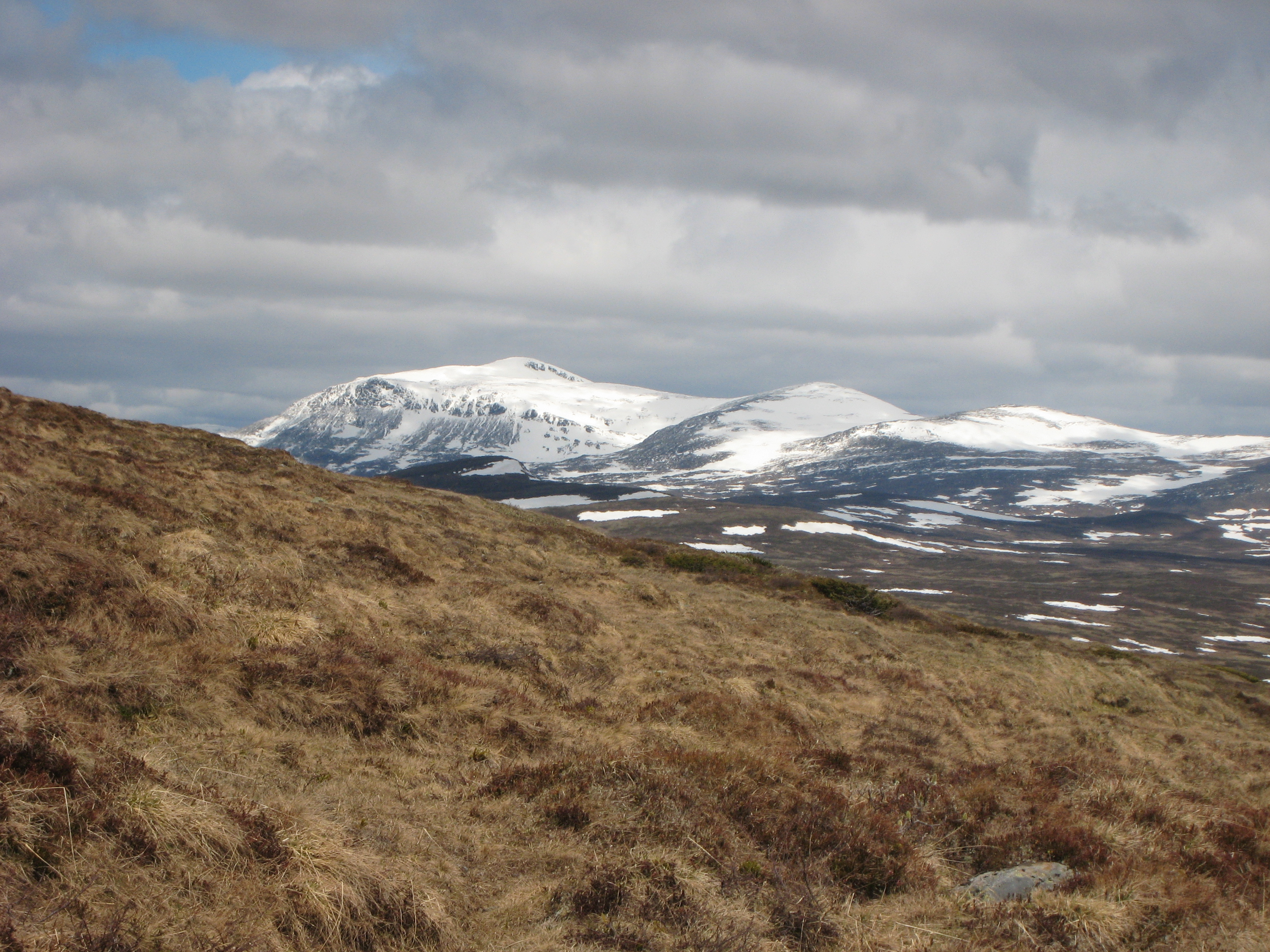
Härjångsfjällen i juni 2009.